# Rio Pirari
Rio Pirari är ett periodiskt vattendrag i Brasilien. Det ligger i den östra delen av landet, 1 700 km nordost om huvudstaden Brasília.
Omgivningarna runt Rio Pirari är huvudsakligen savann. Runt Rio Pirari är det ganska tätbefolkat, med 58 invånare per kvadratkilometer.